# Bill Kovach
Pour les articles homonymes, voir Kovach.
Bill Kovach est un journaliste américain connu pour avoir été le directeur du bureau de Washington de The New York Times puis éditeur de l'Atlanta Journal-Constitution. Il est le co-auteur du livre The Elements of Journalism: What Newspeople Should Know and The Public Should Expect.

## Œuvres
- Bill Kovach & Tom Rosenstiel, Principes du journalisme, trad. Monique Berry, Folio Actuel, éd. Gallimard, 2015  (ISBN 9782070462575).